# فیلم ناطق

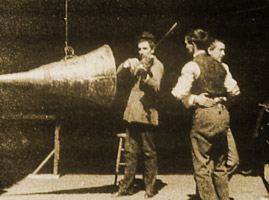
آزمایش «کینتوفون» ادیسون که «کینتوسکوپ» و «گرامافون» را با هم ترکیب کرده است.

فیلم ناطق (به انگلیسی: Sound film) فیلمی است که در آن یا صدا همگام‌سازی شده باشد و یا تصویر و صدا با بهره از فناوری جفت شده باشند که در مقابل فیلم صامت قرار می‌گیرد. نخستین نمایش عمومی معلوم از یک فیلم ناطق پروژکت‌شده، در سال ۱۹۰۰ در پاریس انجام شد ولی دهه‌ها گذشت تا فیلم‌های ناطق به‌صورت تجاری‌سازی‌شده عملی شوند. رسیدن به هم‌گام‌سازی اتکاپذیر و قابل اتکا با سامانه‌های صدا-بر-دیسک اولیه دشوار بود و تقویت و کیفیت ضبط نیز نابسنده بود. نوآوری‌ها در صدا-بر-فیلم، زمینه‌ساز نخستین اکران تجاری‌سازی‌شدهٔ فیلم‌های کوتاه با استفاده از فناوری شد که در سال ۱۹۲۳ انجام پذیرفت. نخستین گام‌ها برای تجاری‌سازی سینمای ناطق در میانه‌های دههٔ ۱۹۲۰ تا پایان آن انجام پذیرفت. نخستین اکران تجاری فیلم‌ها با صدای کاملاً هم‌گام‌سازی‌شده در شهر نیویورک در آوریل ۱۹۲۳ انجام شد.
فیلم ناطق اصطلاحی است برای فیلم‌هایی که از گفتگوی صوتی هم‌گام‌سازی‌شده بهره می‌گیرند، تا لوح‌های (صفحه‌های) متن‌خوان. در ابتدا، فیلم‌های ناطق که دربردارندهٔ گفتگوی هم‌گام‌سازی‌شده بودند و تحت «عکس‌های گوینده» یا «فیلم ناطق» (به انگلیسی: Talkies) شناخته می‌شوند، مشخصاً کوتاه بودند. از اوایل سال ۱۸۹۵ به بعد تلاش‌هایی دربارهٔ ایجاد فیلم ناطق انجام شده بود اما برای به وجود آمدن اولین فیلم بلند ناطق ۳۲ سال زمان لازم بود. در اکتبر سال ۱۹۲۷ خواننده جاز به عنوان اولین فیلم بلند ناطق به روی پرده رفت.
فیلم‌های ناطق در دوران بعد از دهه ۲۰ میلادی به عنوان یک پدیده جهانی شناخته شدند. در آمریکا، فیلم‌های ناطق، هالیوود را به عنوان یکی از مطمئن‌ترین نظام‌های تبلیغاتی/فرهنگی معرفی کردند.

## نخستین فیلم ناطق ایرانی
دختر لر (۱۳۱۲خ/۱۹۳۳م) نخستین فیلم ناطق ایرانی است. این فیلم در سال ۱۳۱۲ هجری خورشیدی توسط اردشیر ایرانی در بمبئی ساخته شد و در ۳۰ آبان ۱۳۱۲ در سینما مایاک به روی پرده رفت.